# Barleria montana
Barleria montana es una especie de planta floral del género Barleria, familia Acanthaceae.

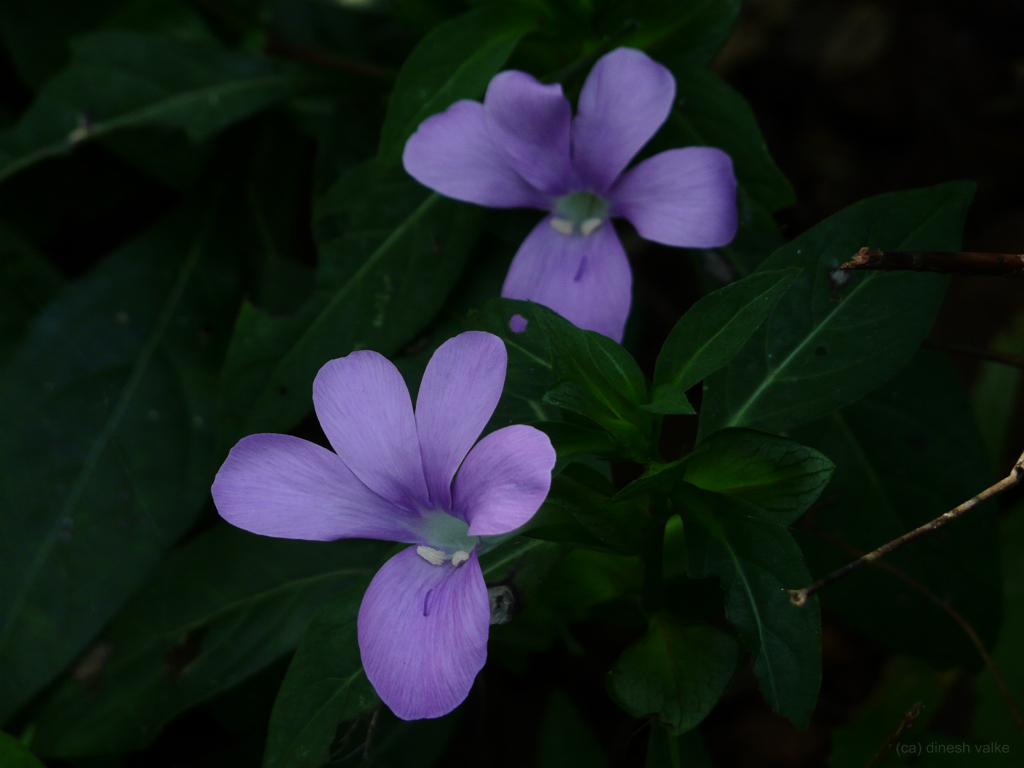
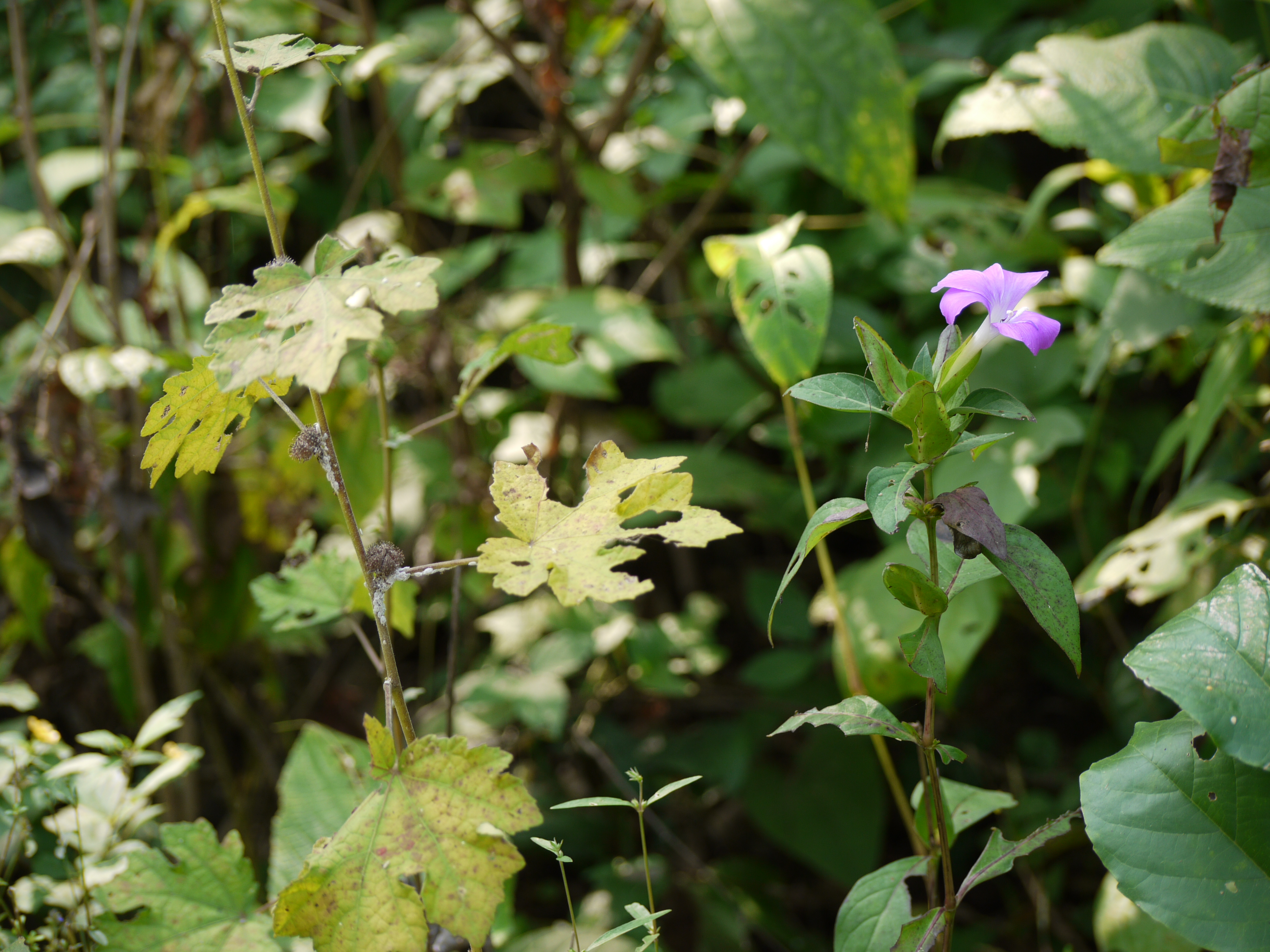
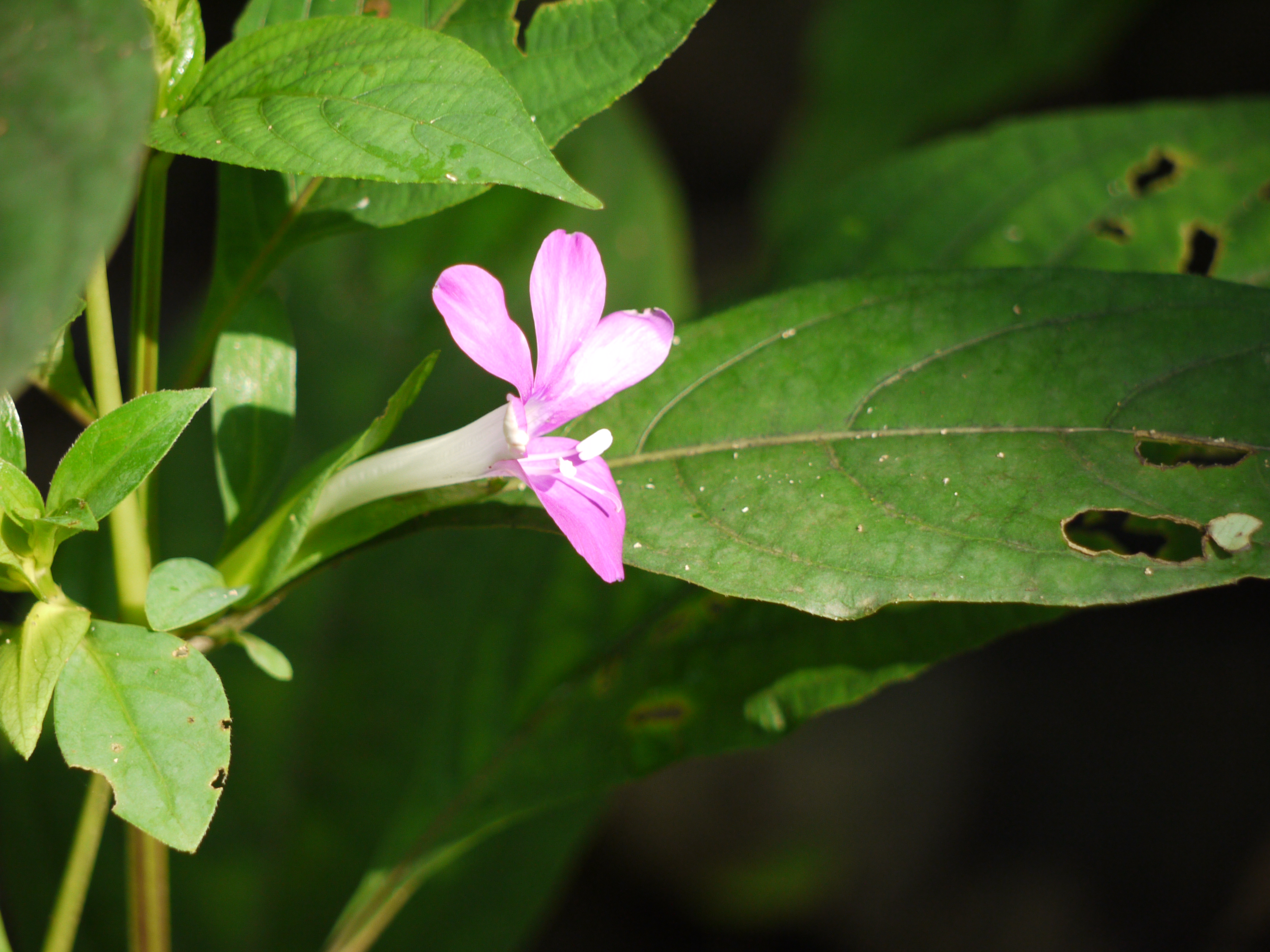
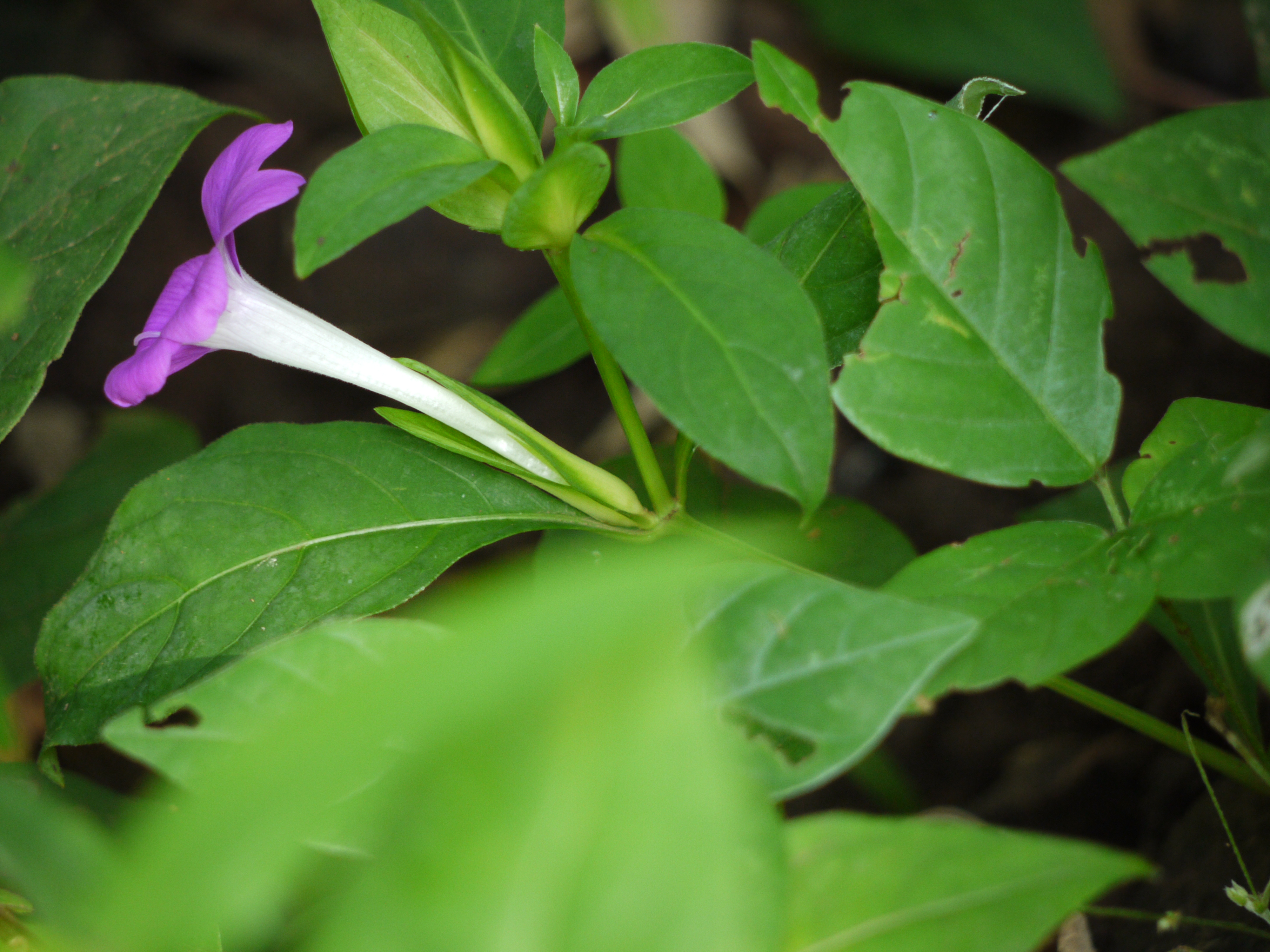

Es nativa de India.